# Discocerina trochanterata
Discocerina trochanterata är en tvåvingeart som beskrevs av Cresson 1940. Discocerina trochanterata ingår i släktet Discocerina och familjen vattenflugor.
Artens utbredningsområde är Kalifornien. Inga underarter finns listade i Catalogue of Life.